# غابرييل بيريرا (لاعب كرة قدم مواليد 2001)
غابرييل بيريرا دوس سانتوس (بالبرتغالية: Gabriel Pereira dos Santos‏) هو لاعب كرة قدم برازيلي، ولد في 2001 في ساو باولو في البرازيل يلعب في نادي الريان القطري.

## وصلات خارجية
- غابرييل بيريرا دوس سانتوس على موقع الدوري الأمريكي (الإنجليزية)
- غابرييل بيريرا دوس سانتوس على موقع قاعدة بيانات كرة القدم.إي يو (الإنجليزية)
- غابرييل بيريرا دوس سانتوس على موقع Soccerway.com (الإنجليزية)